# La Liga 1956–57
La Liga 1956-57 là mùa giải thứ 26 của La Liga kể từ khi nó được thành lập, Mùa giải bắt đầu từ ngày 9 tháng 9 năm 1956 và kết thúc vào ngày 21 tháng 4 năm 1957. Giải đấu bao gồm các câu lạc bộ sau:
| - Atlético Bilbao - Atlético Madrid - CF Barcelona - CD Condal - Deportivo de La Coruña - RCD Español - Celta de Vigo - Osasuna |  | - Real Jaén - Real Madrid - Real Sociedad - Sevilla CF - UD Las Palmas - Valencia CF - Real Valladolid - Real Zaragoza |

## Bảng xếp hạng
| Vị trí | Câu lạc bộ             | Số trận | T  | H | Th | BT | BB | Điểm | HS  |                                 |
| ------ | ---------------------- | ------- | -- | - | -- | -- | -- | ---- | --- | ------------------------------- |
| 1      | Real Madrid            | 30      | 20 | 4 | 6  | 74 | 35 | 44   | +39 | Vô địch La Liga Cúp C1 châu Âu  |
| 2      | Sevilla CF             | 30      | 17 | 5 | 8  | 64 | 49 | 39   | +15 | Cúp C1 châu Âu                  |
| 3      | CF Barcelona           | 30      | 16 | 7 | 7  | 70 | 37 | 39   | +33 |                                 |
| 4      | Atlético Bilbao        | 30      | 16 | 5 | 9  | 59 | 45 | 37   | +14 |                                 |
| 5      | Atlético Madrid        | 30      | 15 | 4 | 11 | 65 | 54 | 34   | +20 |                                 |
| 6      | Osasuna                | 30      | 12 | 7 | 11 | 40 | 38 | 31   | +2  |                                 |
| 7      | RCD Español            | 30      | 11 | 8 | 11 | 39 | 48 | 30   | -9  |                                 |
| 8      | Real Valladolid        | 30      | 11 | 6 | 13 | 52 | 58 | 28   | -6  |                                 |
| 9      | Real Zaragoza          | 30      | 11 | 6 | 13 | 37 | 51 | 28   | -14 |                                 |
| 10     | UD Las Palmas          | 30      | 9  | 9 | 12 | 41 | 58 | 27   | -17 |                                 |
| 11     | Valencia CF            | 30      | 10 | 7 | 13 | 43 | 46 | 27   | -3  |                                 |
| 12     | Real Sociedad          | 30      | 9  | 8 | 13 | 39 | 47 | 26   | -8  |                                 |
| 13     | Celta de Vigo          | 30      | 8  | 7 | 15 | 39 | 47 | 23   | -8  |                                 |
| 14     | Real Jaén              | 30      | 9  | 5 | 16 | 37 | 55 | 23   | -18 |                                 |
| 15     | Deportivo de La Coruña | 30      | 10 | 2 | 18 | 41 | 61 | 22   | -20 | Xuống hạng tới Segunda División |
| 16     | CD Condal1             | 30      | 7  | 8 | 15 | 37 | 57 | 22   | -20 | Xuống hạng tới Segunda División |

1 CD España Industrial được đổi tên thành CD Condal vào năm 1956.

## Cúp Pichichi
| Cầu thủ            | Bàn thắng | Clb         |
| ------------------ | --------- | ----------- |
| Alfredo Di Stéfano | 31        | Real Madrid |

| Vô địch La Liga 1956-57 |
| ----------------------- |
| Real Madrid Lần thứ 5   |